# نورمان

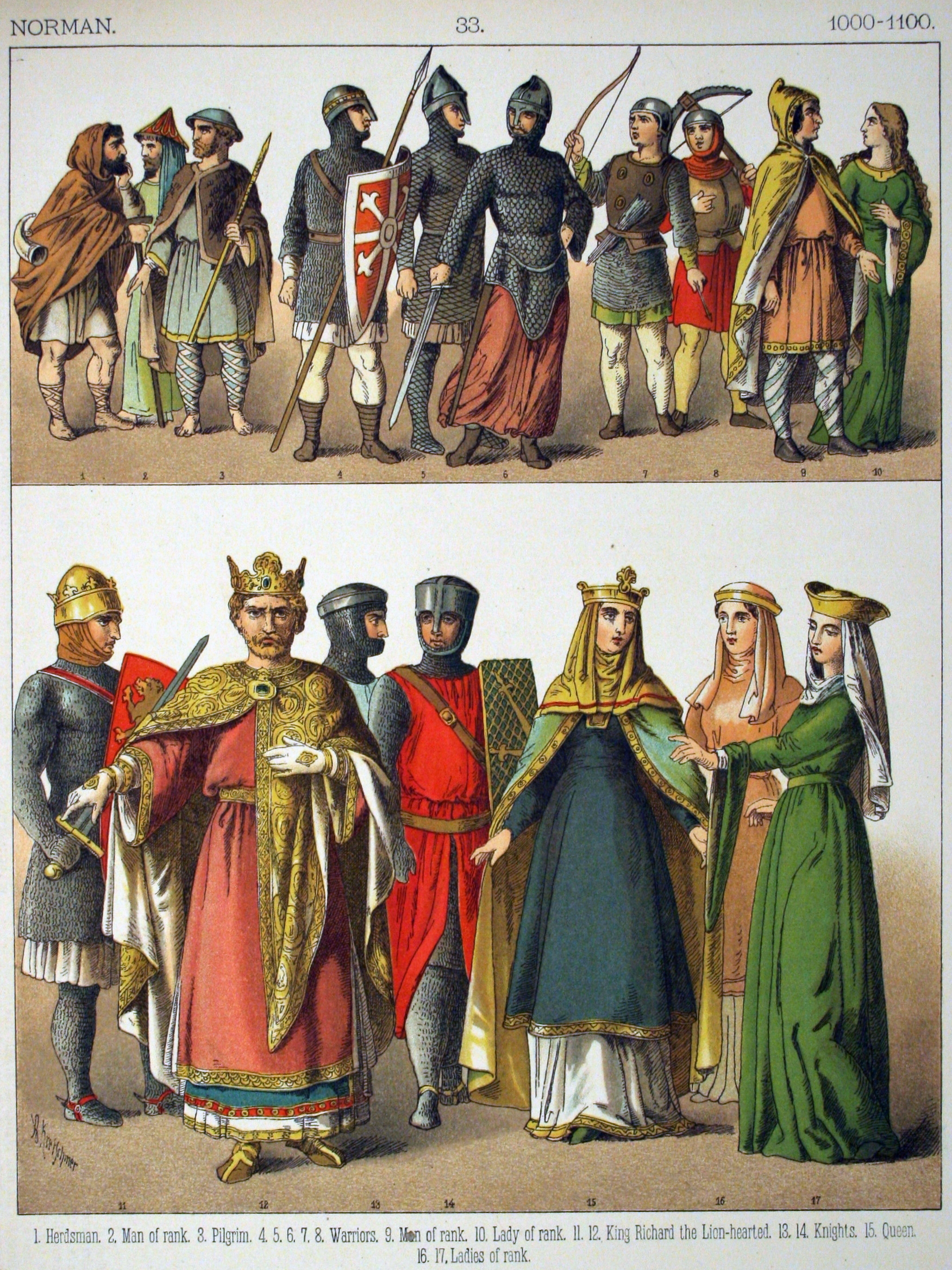
التصور الفيكتوري لزي النورمان الوطني، 1000-1100

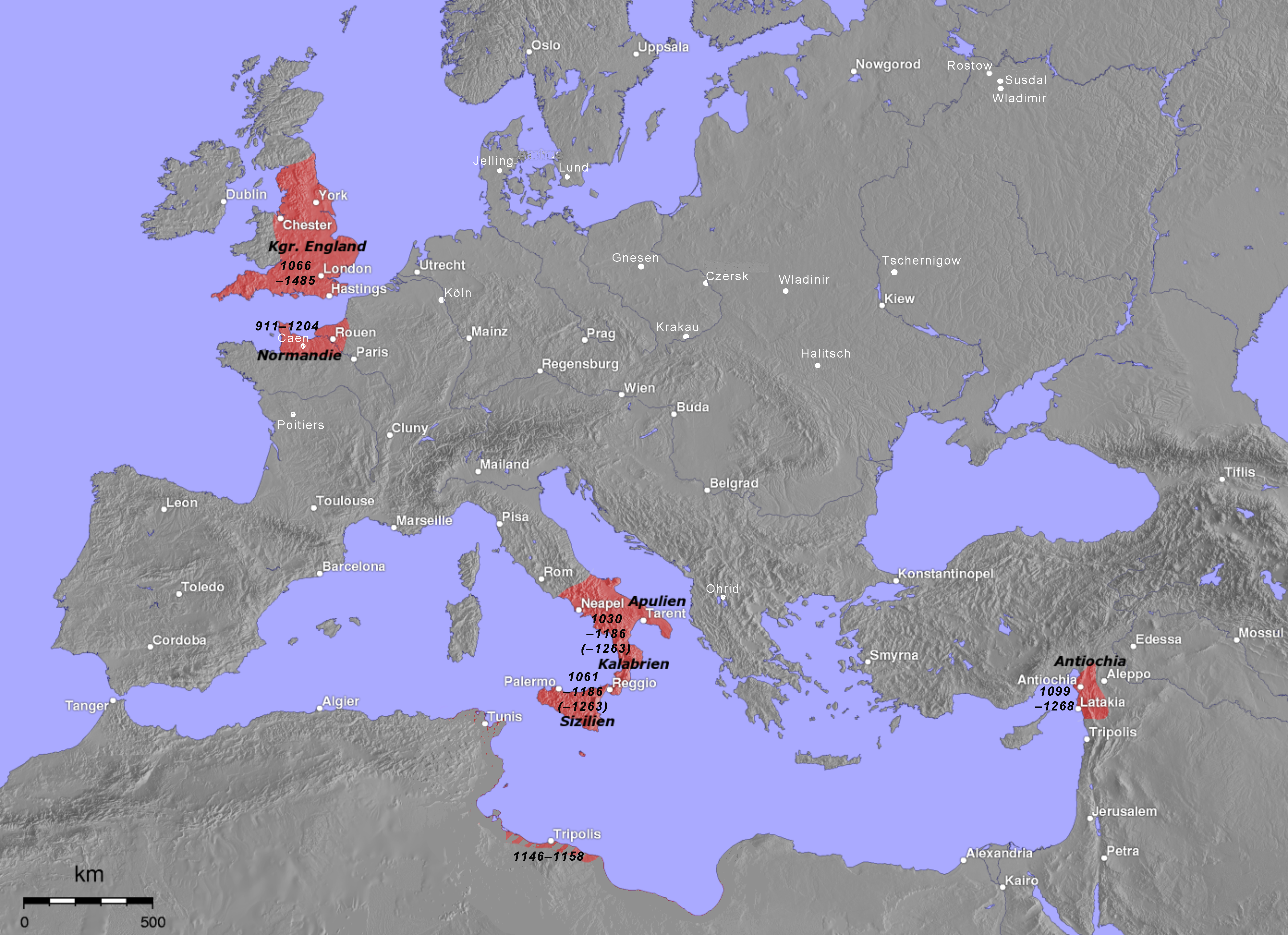
فتوحات النورمان باللون الأحمر.

النورمان أو النُّرمان أو النرمنديون أو النورمانديون وسمَّاهم العرب قديمًا الأردمانيون أو المجوس (من النوردية القديمة: Norðmanðr «نورذمانذر» أيْ رجال الشمال أو الرجال النورديون - وحُرّفت إلى عدّة لغات أوروبية) (بالنورمندية: Normaunds؛ (بالفرنسية: Normands) كانوا مجموعة عرقية نشأت في نرمندية، المنطقة الشمالية من فرنسا، ناتجة من الاتصال بين الفرنجة الأصليين، والغال الرومان، والمستوطنين الشماليين الفايكنج. وجاءت هذه الاستيطانات كسلسلة من الغارات على الساحل الفرنسي من الدنمارك، النرويج، وأيسلندا، وحصلت على الشرعية السياسية عندما أقسم زعيم الفايكنج رولو الأول على الولاء إلى الملك شارل الثالث ملك الفرنجة الغربيين. ظهرت الهوية الثقافية والعرقية المميزة للنورمان في البداية في النصف الأول من القرن العاشر، واستمرت في التطور على مر القرون التالية.
كان لسلالة النورمان تأثير سياسي وثقافي وعسكري كبير على أوروبا في العصور الوسطى والشرق الأدنى. اشتهر النورمان بروحهم القتالية وفي نهاية المطاف تقواهم الكاثوليكية، ليصبحوا من الدعاة للأرثوذكسية الكاثوليكية في المجتمع الرومانسي الذي اندمجوا فيه. وقد تبنوا اللغة الجالو-رومانسية التي كانت في الأرض الفرنكية التي استقروا عليها، وأصبحت لهجتهم معروفة باسم النورمان أو النرمندية أو الفرنسية النرمندية، وهي لغة أدبية مهمة لا تزال تستخدم حتى الآن في أجزاء من نرمنديةوجزر القنال القريبة. كانت دوقية نرمندية، التي تشكلت بموجب معاهدة مع التاج الفرنسي، إقطاعة كبيرة لفرنسا في العصور الوسطى، وفي عهد ريتشارد الأول دوق نرمندية، أصبحت إمارة متماسكة في عهد الإقطاعية.
والنورمان معروفون بعناصر ثقافتهم، مثل الهندسة المعمارية الرومانسكية الفريدة والتقاليد الموسيقية، والإنجازات العسكرية الهامة والابتكارات. لعب المغامرون النورمان دورًا في تأسيس مملكة صقلية تحت حكم روجر الثاني بعد غزوهم لفترة وجيزة جنوب إيطاليا ومالطا، خلال رحلة استكشافية نيابة عن دوقهم، وليام الفاتح، وأيضا قاموا بغزو إنجلترا في موقعة هاستنجز التاريخية في عام 1066. ساهمت قوات النورمان والأنجلو نورمان في استرداد شبه الجزيرة الأيبيرية من أوائل القرن الحادي عشر إلى منتصف القرن الثالث عشر.
انتشر النفوذ الثقافي والعسكري النرمندية من هذه المراكز الأوروبية الجديدة إلى الدول الصليبية في الشرق الأدنى، حيث أسس أميرهم بوهيمون الأول إمارة أنطاكية في بلاد الشام، وكذلك إلى اسكتلندا وويلز في بريطانيا العظمى، وإلى أيرلندا، وإلى سواحل شمال أفريقيا وجزر الكناري. يستمر إرث النورمان اليوم من خلال اللغات واللهجات الإقليمية في فرنسا وإنجلترا وإسبانيا وصقلية، بالإضافة إلى التأثيرات الثقافية والقضائية والسياسية المختلفة التي أدخلوها في مناطقهم التي تم غزوها.

## الأصول
انظر أيضا: عصر الفايكنج

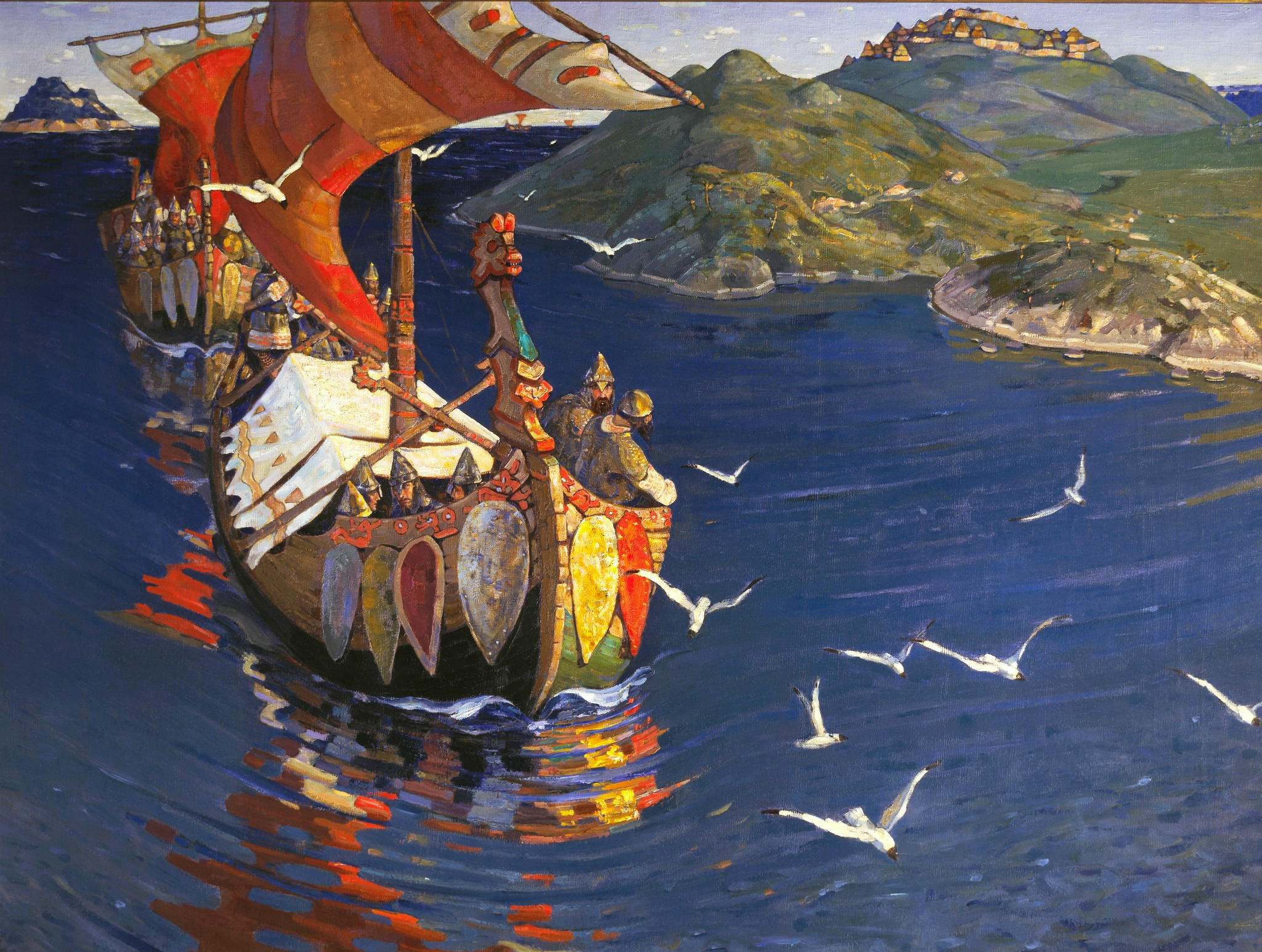
نيكولاس رويريتش "ضيوف من الخارج". من سلسلة "بدايات روسيا. السلاف". 1901

إذا فالنورمان هو الاسم الجماعي لعدة شعوب إسكندنافية، قامت بمغامرات عديدة بين القرن التاسع والقرن الثاني عشر.
فقد غزا الدانمركيون خصوصاً بين القرن التاسع والعاشر الساحل الإنكليزي لبحر الشمال، في حين انخرط السويديون بالتجارة بين بحر البلطيق والبحر الأسود عبر شبكة النهرية لروسيا المستقبلية: اختلط المحاربون - التجار السويديون (الفارانجيون) بالشعوب السلافية الأصلية مميزين بذلك ما صار لاحقاً الحضارة الروسية؛ أمـّا النرويجيون فانهمكوا باستكشاف المحيط المتجمد الشمالي، ولعل ذلك بفضل زيادة بدرجات الحرارة مكنتهم من الملاحة في المياه المتجمد، ووصلوا بين القرنين القرن العاشر وو القرن الحادي عشر إلى آيسلندا وغرينلاند، بل وربما سواحل لابرادور في كندا الحالية. نجمت النورسية عن الاستيطان النرويجي في آيسلندا، وهي اللغة الأدبية للقصص الشمال أوروبية العظيمة.
تخصص النورمان ولا سيما الدنماركيين منهم بالإغارة من أجل السلب والنهب انطلاقاً من بداية القرن التاسع. مميـّزين بسفن خفيفة دون أبراج مراقبة ودون مجاذيف (دراكر أي "التنينات"، من ثعبان البحر المنحوت على مقدمة السفينة) غزوا سواحل فرنسا وإنجلترا وحتى شبه الجزيرة الأيبيرية وأيطاليا (بقي النهب شبه أسطوري لمدن مثل لوني وفييزولي) وإلى جزر غرب المتوسط، واستوطنوا بها. كانوا في البداية وثنيون متخصصون بالسلب والنهب، ولكن في أعقاب استقرارهم بفرنسا أصبحوا مسيحيين ومزارعين. وكانوا مقاتلين أشداء، خصوصاً في القتال على ظهور الخيل بأسلحة ثقيلة وبمعطف طويل في قميص حديدي مع درعٍ لوزي. كانوا مطلوبين جداً كمرتزقة، حتى للإمبراطورية البيزنطية.
تميزت الثقافة النورمانية شأنها شأن العديد من ثقافات الشعوب المهاجرة الأخرى بالتنوع والانفتاح على الجديد. ولفترة معينة، قادتهم هذه السمة إلى احتلال عدة أراضي أوروبية. بعد الاستقرار في النرمندية (910)، في القرن الحادي عشر توجهوا نحو انكلترا (866)، وأمريكا وجنوب إيطاليا وصقلية مؤسسين فيما بعد مملكة صقلية في عام 1130.

## النورمان في النورماندي
احتل النورمان نرمندية الحالية (إقليم شمال فرنسا سـُمي نسبة لهم) انطلاقاً من الربع الأخير من القرن التاسع. في عام 911، منح شارل الثالث ملك فرنسا الغزاة جزءاً صغيراً من الأرض على طول المجرى الأسفل لنهر السين، ما لبث أن توسع وليصبح دوقية النورماندي. كان الغزاة بقيادة الأمير النرويجي رولو (ولكنه كان يقود دانماركيين)، الذي اضطر للتحالف مع شارل.
صار النورمان مزارعين، واندمجوا مع سكان نيوستريا المحليين، اعتنقوا المسيحية ولغة غالرومانسية، فولدت هوية ثقافية جديدة مختلفة سواءً عن تلك الإسكندنافية أو تلك الفرنكية.
جغرافياً، تبعت النرمندية لمقاطعة رووا الكنسية السابقة أو نيوستريا. لم يكن لها حدود طبيعية وسابقاً كانت وحدة إدارية بسيطة.
بعد جيل أو جيلين، كان من الصعب تمييزهم عن الجيران الفرنسيين. توطد وضع الغزاة بالنرمندية في القرن الحادي عشر. وأُعتمد شيئاً فشيئاً النظام الإقطاعي الفرنسي (سواء في نرمندية أو في انكلترا).
اختلفت طبقة المحاربين نورمان عن الارستقراطية الفرنسية القديمة، فالعديد من أسر تلك الأخيرة تعود إلى الكارولينجيون، بينماً نادراً ما كان للنورمان أسلاف سابقين للقرن الحادي عشر. ظل أغلب الفرسان فقراء ودون أرض، لهذا السبب امتهن كثير منهم القتال وصاروا صليبيين، للاستحواذ على الثروات والأراضي.

## النورمان في انكلترا

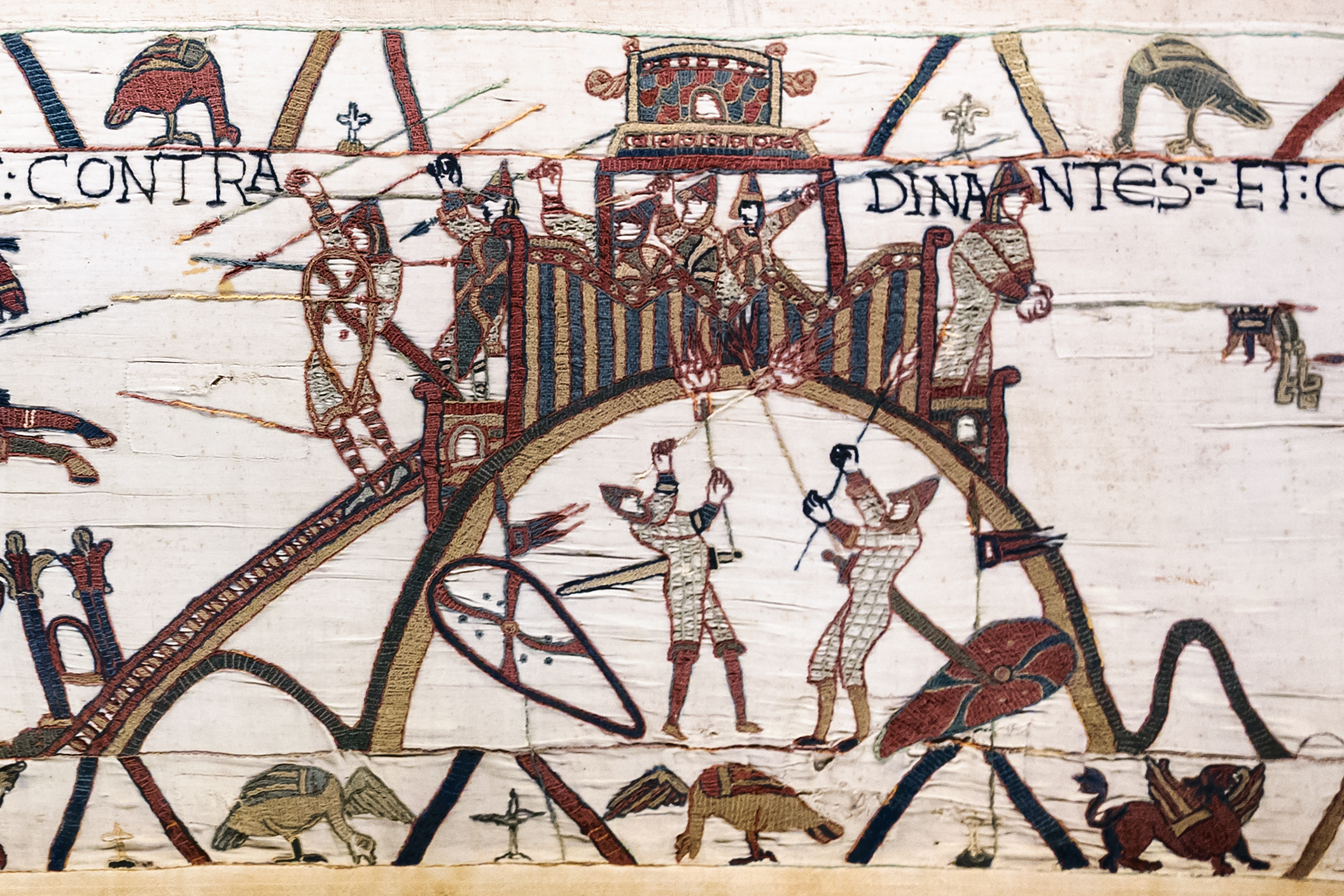
حصار لإحدى قلاع موتي وبيلي من نسيج بايو.

كان النورمان على اتصال مع انكلترا منذ تاريخ مبكر. فلم يدمـّر الوثنيون الفايكنغ السواحل البريطانية عدة مرات فحسب، ولكن أيضاً احتلوا أغلب الموانئ الهامة على الواجهة الإنكليزية للمانش.
بسط الدنماركيون هيمنتهم على عدة ممالك إنجليزية، باسثناء مملكة وسكس الساكسونية، فقد استطاع الملك ألفريد العظيم (حكم 871 - 878) الصمود أمامهم.
تزوجت إيما ابنة دوق النرمنديةريتشارد الأول دوق نرمندية، من الملك الإنجليزي إثلرد الثاني. ولذا لجأ إثلرد إلى النرمندية سنة 1013، بعد أن طرده سوين فوركبيرد ملك الدانمرك. وتوفي الملك إثلرد فجاة 1016 أثناء حصار لندن ولحقه ابنه وخلفه إدموند الشجاع بعد سبعة أشهر، وتزوجت إيما من الملك كانوت العظيم ابن زفن والذي استولى على كامل الجزيرة.
و لمـّا عاد إدوارد المعترف أخيراً من لجوء والده في سنة 1041 بناءً على دعوة من أخيه غير الشقيق هارديكانوت، جلب معه التعليم النورماني الذي تلقاه والعديد من المستشاريين والمقاتلين النورمان. وثبت أيضاً عدداً صغيراً من النورمان لتدريب وإنشاء قوة عسكرية من سلاح الفرسان الإنكليزي. وعيـّن روبير شامبير أسقف كانتربري ورالف الخجول كونت هيريفورد. دعى نسيبه يوستس الثاني إلى بلاطه في 1051، ما تسبب في أكبر الصراعات الأولى بين السكسونيون والنورمان وأدى لنفي غودوين إيرل وسكس.

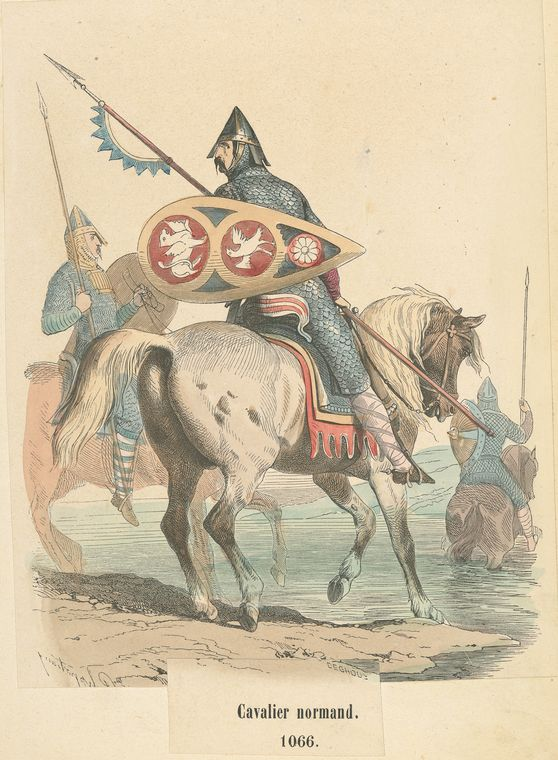
فارس نورماني بمعركة هاستنغس

في 1066 مات إدوارد دون ذرية، ولكنه كان قد جعل من وليام دوق نرمندية وريثا له. والذي عبر القنال الإنجليزي لحماية حقوقه، مبتدأًً استيلاء النورماني على إنكلترا. غير أن الارستقراطية الإنكليزية انتخبت في الوقت نفسه أقوى أعضاءها ملكاً، وهو هارولد الثاني الذي حكم لبضعة أشهر، حتى تشرين الأول أكتوبر، عندما قـُتل في معركة هاستينغز الشهيرة والتي قررت مصير انكلترا. بعد ما يزيد قليلاً عن الشهرين توّج وليام ملكاً من قبل رئيس أساقفة يورك قرب ويستمنستر.
حلّ الغزاة النورمان ونسلهم محل أنغلوسكسون كطبقة حاكمة لإنكلترا. كان نبلاء إنكلترا جزءاً من ثقافة ناطقة بالفرنسية فقط وامتلك العديد منهم أراضي على جانبي القناة.
بعد هذا الصعود المثير إلى السلطة، كان من السهل على وليام أن يعيد بناء هياكل المملكة السياسية والإدارية باستبعاده للارستقراطية الانغلوساكسونية المحلية من السلطة ومعززاً في نفس الوقت الوجود النورماني وهي سياسة ابتدأت بالفعل منذ عهد إدوارد المعترف. في أعوام حكمه العشرين أقام وليام النظام الإقطاعي الفرنسي بإنكلترا، مكافئاً بالإقطاعات نظير الخدمات المقدمة من الارستقراطية إلى حاشيته (بنيت في عهده حوالي ثمانين القلعة). بعد فترة أولى من الاستياء والتمرد، بدأ الشعبان بالانصهار، فاختلطت اللغات والتقاليد. فكان من إفرازات ذلك تحرير كتاب يوم الحساب في عام 1086، الذي تضمن إحصاءاً بالعقارات والأشخاص في أراضي المملكة. وقد حـُرّرَ هذا المسح السكاني بلغة لاتينية غنية بالمفردات الانغلوساكسونية، وهو أحد أهم وثائق ذاك العصر على المستويات التاريخية والاجتماعية والاقتصادية والسياسية في المنطقة.
كان أوائل ملوك إنكلترا من النورمان كدوقات للنرمنديةمُـقطعين من ملك فرنسا. لعلـّهم لم يعتبروا بالضرورة أن إنكلترا أهم ما يملكون (رغم أنه جلب لقب الملك). الملك ريتشارد قلب الأسد الذي كثيراً ما ينظر إليه باعتباره نموذجاً لملك إنكلترا بالقرون الوسطى، كان لا يتحدث سوى الفرنسية ويقضي وقتاً أكثر في أكيتان أو بالحملات الصليبية مما كان يقضيه في إنكلترا.
بدأ النورمان بتعريف أنفسهم باسم الأنغلونورمان، في حين أن اللغة الأنغلو-نورمانية صارت متميزة إلى حد كبير عن "الفرنسية الباريسية"، وهو ما كان موضوعاً لبعض من فكاهة جيفري تشوسر. في النهاية اختفى هذا التمييز تماماً تقريباً خلال حرب المائة عام، وأصبحت الارستقراطية الأنغلونورمانية تعرف نفسها تدريجياً بأنها إنكليزية، كما أندمجت اللغتان الأنغلوساكسونية والأنغلونورمانية لتكونا الإنكليزية الوسطى.

## النورمان في اسكتلندا
لجأ إدغار أثيلنغ أحد خصوم وليام الفاتح إلى اسكتلندا. وتزوج الملك مالكوم كانمور شقيقة إدغار مارغريت، فدخل بذلك في مواجهة مع النورمان، الذين كانوا يهددون يالفعل ويقلقون أمن الحدود الاسكتلندية الجنوبية. غزا وليام المملكة عام 1072 حتى بلغ فرث تاي حيث تقابل مع أسطوله. أقدم مالكوم على خطوة استسلامية، فدفع الأموال لوليام وأعطاه ابنه دنكن كرهينة.
توغل النورمان في اسكتلندا، بانين القلاع ومؤسسين سلسلة من العائلات ينحدر منها بعض الملوك المستقبليين مثل روبرت بروس أو مؤسسي عصابات هايلاند الاسكتلندية. لعب الملك ديفيد الأول دوراً هاماً في دخول النورمان والثقافة النورمانية إلى اسكتلندا، مقضياً زمناً ببلاط هنري الأول والذي تزوج من مود شقيقة ديفيد. واستمرت العملية في عهد خلفاء ديفيد. طـُبـّق النظام الإقطاعي النورماني في السهول الاسكتلندية بينما كان التأثير على لغة الاسكتلنديين محدوداً.